# 焼入れ性
焼入れ性（、英: hardenability）は熱処理によって焼入れ硬化のしやすさを示す合金の性質で、焼入れた時に表面からどれだけ深く硬い組織が得られるかを示す性質である。一般に硬化という現象は脆化を伴い起こる。溶接のように局部的に材料に焼き入れが行われると、接合部の強度が劣化する恐れがあるので焼き入れ性を確認することは重要である。

## 特徴
鋼の焼入れ性は、炭素量、または合金元素の量、オーステナイトの結晶粒の大きさ、冷却速度によって変化する。焼入れ性を良くするためには、マルテンサイト生成比率を高めたり、生成されるマルテンサイトが硬いことなどがポイントである。合金元素の影響の大きさはそれぞれの成分の炭素当量を使って計算する。一般的に、少量の合金元素の添加によって焼入れ性は良くなる。特に、クロム、マンガン、モリブデン、ニッケルの添加が焼入れ性を向上させる。焼入れに使われる冷却材は熱伝導率、比熱がかわることにより冷却速度に影響する。塩浴や水浴は、油浴や空冷にくらべて速い冷却速度になる。冷却材が沸騰すると冷却速度はさらに速くなる。焼入れ品の形状も冷却速度に影響する。製品の厚さに比べて表面が大きければ冷却速度は大きくなる。

## ジョミニー式一端焼入法
鋼の焼入れ性を評価する方法の1つとして、ジョミニー式一端焼入法が用いられる（単にジョミニー試験とも呼ぶ）。材料の焼入れ性は「焼入れた時に表面からどれだけ深く硬い組織が得られるか」で評価されるが、焼入れ時に深さ位置が変わるに連れて変化するものは冷却速度となる。そのため、焼入れ性評価には、焼入れの冷却速度が遅いものから速いものまでの結果を用意して評価する必要があるが、これを1つの試験片で行うのがジョミニー試験である。
具体的な試験方法としては、規定された寸法の丸棒のサンプルを用いて、まず試料を均一に熱し完全にオーステナイト化した後、その一方の端部に室温の水を吹き付けて焼入れを行う。これにより、水を吹き付ける試験片端部は水焼入れ以上の速い冷却速度となり、そこから長手方向に離れるに連れて試験片の冷却速度は低下し、逆側の端部は空冷のゆっくりとした冷却速度となる。
冷却した試験片の両側面をわずかに研削除去し、端から長手方向に数mm毎に硬さを測定して、硬さの変化から焼入れ性を評価する。このような端部からの距離に対する硬さ変化の測定結果を、ジョミニー曲線と呼ぶ。ある材料のジョミニー曲線が別の材料のジョミニー曲線を全体的に上回っていれば、焼入れ性が向上しているといえる。
試験片寸法や冷却時間などは規格化されて具体的数値が決まっている。ジョミニー試験法の規格の例を以下に示す。
- ASTM A 255
- JIS G 0561
- ISO 642
- DIN 50191
- BS 4437